# Juan Simón Navarro
Juan Simón Navarro (1619-1666) fue un pintor barroco español activo en Madrid donde se le encuentra documentado con precisión a partir de 1654, aunque Gregorio Cruzada Villaamil lo tenía por perteneciente a la escuela granadina y discípulo, «aunque no muy aventajado», de Pedro de Moya, lo que podría explicarse por la común dependencia de estampas flamencas.
Fue Ceán Bermúdez el primero en trasmitir noticias del pintor a la vista de un cuadro de gran tamaño en poder de un particular y firmado en 1654, cuyo asunto describe: «La Virgen haciendo labor en el taller de san José, al santo cepillando un madero, al niño Dios formando una cruz, y diferentes angelitos, unos adorándole y otros traveseando con el cordero de san Juanito, y otras cosas». Ceán añadía que, aunque poco correcto en el dibujo, tenía muy buen colorido y unas flores en la lejanía: «y ellas solas le gradúan como excelente pintor en este género». Tras ello a Juan Simón Navarro se le han atribuido algunos bodegones florales, pero su habilidad como pintor de flores pudiera venirle, no obstante, de su documentada especialización en la pintura de abanicos, que hizo compatible con las pinturas historiadas.
Como «maestro del arte de pintor» firmó el 9 de julio de 1659 un contrato por el que recibía como aprendiz a Félix de las Nieves, muchacho de catorce años, huérfano del médico Pedro Jacome de las Nieves, «para que le enseñe [a] açer abanicos y pinturas en conformidad que lo açen los deprendiçes de los abaniqueros desta Corte».
De su dedicación a la pintura historiada guarda el Museo del Prado, procedente del Museo de la Trinidad, una Adoración de los Magos firmada «Juan Simón Navarro, fecit 1665», mencionada ya por Ceán cuando se encontraba junto con un Nacimiento actualmente perdido en la celda del prior del convento del Carmen calzado de Madrid, a donde habían llegado desde el convento de Valdemoro.